# ديفيد موريسون
ديفيد موريسون (بالإنجليزية: David Morrison)‏ (و. 1940 – م) هو عالم فلك، وعالم فيزياء فلكية من الولايات المتحدة الأمريكية .

## التعليم
تعلم في جامعة هارفارد